# Wanda Dubieńska
Wanda Dubieńska
Wanda Dubieńska (née le 12 juin 1895 à Cracovie et décédée le 28 novembre 1968 à Rząska) était une escrimeuse polonaise ayant été la première femme olympienne ayant joué aux jeux olympiques pour la Pologne en 1924. Elle était aussi championne de tennis et de ski.

## Biographie
Wanda Dubieńska est née le 12 juin 1895 à Cracovie pendant l'occupation de l'Autriche-Hongrie. Elle est la fille de Julian Nowak (Premier ministre de Pologne et professeur de l'Université Jagellonne, où elle y travaillera). Elle est diplômée de médecine vétérinaire et de musicologie.
Elle a été la première femme nommée par le comité olympique polonais pour participer au tournoi d'escrime féminin aux jeux olympiques de 1920 à Anvers mais elle n'a pas pu y participer en raison de la guerre soviéto-polonaise. Cependant, elle jouera aux jeux olympiques d'été de 1924.
Elle meurt le 28 novembre 1968 à Rząska en Pologne. Elle est enterrée au cimetière de Rakowice à Cracovie.